# Pehr Johan Gylich
Pehr Johan Gylich (né en 1786 à Borås - décédé en octobre 1875 à Turku) est un commerçant et architecte suédois.

## Biographie
En 1812, Pehr Gylich s'installe à Turku.
Après le grand incendie de Turku, il est architecte de la ville de Turku de 1829 à 1859.
Il concevra plus de 300 bâtiments de Turku, la plupart en bois et quelques grands édifices en pierre.
On le nommera l'Engel de Turku à cause du style Empire de ses bâtiments.

## Ouvrages
| Bâtiment                          | Ville     | Image | Construction |
| --------------------------------- | --------- | ----- | ------------ |
| Ancienne mairie de Turku          | Turku     |       | 1829         |
| Église de Kiikoinen (fi)          | Kiikoinen |       | 1851         |
| Église de Tyrvää                  | Sastamala |       | 1855         |
| Théâtre suédois de Turku          | Turku     |       | 1839         |
| Bâtiment Säve de l'Académie d'Åbo | Turku     |       | 1831         |
| Caserne de Sirkkala               | Turku     |       | 1834         |
| Chapelle Saint-Henri              | Kokemäki  |       | 1857         |
| Église de Mouhijärvi              | Sastamala |       | 1858         |
| Institut agricole Mustiala (fi)   | Tammela   |       | 1838         |